# 广东广播电视台经济科教频道
广东广播电视台经济科教频道（现电视屏幕显示的台标简称为经济科教，又称广东经视，原称TVS-1），是广东广播电视台下设的一个普通话综合频道，也是原南方电视台旗下的第一频道，现由南方财经全媒体集团共同运营。

去TVS化前的TVS-1频道标识

## 频道历史及发展
该频道前身为全国第一家商业电视频道、成立于1994年的广东经济电视台（商台）。2001年7月1日，广东经济电视台与原廣東有線廣播電視台旗下除體育頻道以外的頻道重整為「南方電視台」，廣東經濟電視台改為「南方電視台經濟頻道」（TVS-1），節目主持人也轉往南方台經濟頻道繼續工作。
2005年11月，原TVS-5南方科教频道改为广东新闻频道，南方台经济频道改名为南方台经济科教频道，并播出原南方科教播出的科教类节目。
2014年5月起，因应原南方广播影视传媒集团、广东人民广播电台、广东电视台、南方电视台、广东广播电视技术中心合并为广东广播电视台后的调整，原南方电视台经济科教频道更名为“广东广播电视台经济科教频道”，但原南方台 TVS-1 的台徽保持不变。
2016年1月，该频道开始进行公司化运营。
2016年9月，该频道重新落地深圳天威有线，并正式开始播出高清信号，但高清版本只在广东有线中提供。
2016年11月17日，南方财经全媒体集团成立，该频道于当日起同时隶属南方财经全媒体集团。
2019年4月19日，标清频道实现16:9播出，同时切入高清端，高清频道左上角的“HD”标去掉。
2019年6月20日，頻道改版，大幅增加生活服務類節目比例，頻道口號改為“美好廣東 美麗經視”，並更換以廣州珠江新城、广东省博物馆、新光大橋及廣州國際會展中心、深圳平安國際金融中心及蛇口碼頭、珠海港珠澳大橋、汕頭南澳島燈塔、潮州廣濟樓、揭陽臨江南路等以全省各地地標性建築為背景的延時攝像系列頻道包裝。
2019年12月13日，广东广播电视台经济科教频道随广东广播电视台其他未更换台标的电视频道一同更换为新“广”字图形台标，亦弃用已使用近18年的TVS台标。
2020年1月6日，广东经济科教频道官方客户端“咪兔+"正式上线。
2021年6月1日，该频道在开播20周年之际进行重大改版，品牌栏目《今日一线》掉离至广东新闻频道播出，《南方财经报道》等财经类节目移入黄金档。

## 播放节目

### 新闻资讯类
播放中
- 《经视一线》（经济民生资讯类节目，原《消费者报告》、《经视报告》、《一线消费者报告》）
- 《南方财经报道》（财经新闻节目）
- 《观点财经》（财经谈话类节目）
- 《风云粤商》（人物访谈节目）
- 《广东新焦点》（外购企业资讯节目）

已播毕
- 《今日一线》（改为广东新闻频道播出）
- 《马后炮》（新闻评论脱口秀）
- 《南方报道》普语版（后改名为《620新闻直播间》，时政新闻资讯节目）
- 《江涛话市》（新闻评论脱口秀）
- 《全民议事听》（时事辩论节目，2011年1月开播，2015年停播）
- 《股市一线》（财经资讯节目）
- 《一起旅游吧》（旅游节目，由广东广播电视台文旅中心制作，后转移至广东广播电视台4K超高清频道播出）

### 生活服务类
播放中
- 《经视健康家》（后改名为《岭南大医生》，健康资讯节目）
- 《一起旅游吧》（旅游资讯节目）
- 《Discovery 探索》（科普节目）

##### 已播毕
- 《拍案惊奇》（法制栏目，后改名为《拍案83319111》《拍案看天下》）
- 《马后炮生活+》（生活资讯节目带）

### 栏目剧

##### 播放中
- 《真实故事》（法制栏目剧）

##### 已播毕
- 《泄露天机》（悬疑栏目剧）
- 《家大欢喜之橙出一片天》（情景喜剧栏目剧）
- 《我爱茶餐厅》（类真人秀栏目剧）

## 黄金时段节目表
| 時間  | 星期一               | 星期二               | 星期三               | 星期四               | 星期五               | 星期六               | 星期日               |
| ----- | -------------------- | -------------------- | -------------------- | -------------------- | -------------------- | -------------------- | -------------------- |
| 18:00 | 第一剧场（两集连播） | 第一剧场（两集连播） | 第一剧场（两集连播） | 第一剧场（两集连播） | 第一剧场（两集连播） | 第一剧场（两集连播） | 第一剧场（两集连播） |
| 19:30 | 南方财经报道         | 南方财经报道         | 南方财经报道         | 南方财经报道         | 南方财经报道         | 南方财经报道         | 南方财经报道         |
| 20:00 | 经视一线             | 经视一线             | 经视一线             | 经视一线             | 经视一线             | 经视一线             | 经视一线             |
| 20:30 | 黄金剧场             | 黄金剧场             | 黄金剧场             | 黄金剧场             | 黄金剧场             | 黄金剧场             | 黄金剧场             |
| 21:20 | 今日福彩             | 今日福彩             | 今日福彩             | 今日福彩             | 今日福彩             | 今日福彩             | 今日福彩             |
| 21:25 | 黄金剧场             | 黄金剧场             | 黄金剧场             | 黄金剧场             | 黄金剧场             | 黄金剧场             | 黄金剧场             |
| 22:10 | 岭南大医生           | 岭南大医生           | 岭南大医生           | 岭南大医生           | 岭南大医生           | 风云粤商             | 观点财经             |
| 22:40 | 岭南大医生           | 岭南大医生           | 岭南大医生           | 岭南大医生           | 岭南大医生           | 一起旅游吧           | 广东新焦点           |
| 23:40 | 经视一线（重播）     | 经视一线（重播）     | 经视一线（重播）     | 经视一线（重播）     | 经视一线（重播）     | 经视一线（重播）     | 经视一线（重播）     |

| 资讯節目 | 剧集 | 脱口秀 |

## 频道主播
俎江涛、马志海、宋鹏、李俊杰、马晓野、陈文佳、谢雯雯、徐晋、妥泓静、刘锦阳、金宛怡、王欣、王静净、刘佳宇、王沛然、高骞、孙乐言